# Övergångsepitel
Övergångsepitel eller urotel är en typ av epitel som finns i urinvägarna. Övergångsepitel kan delas in i tre lager: ett enkelt cellager med små celler som vilar på ett tunt basalmembran, ett mellanliggande skikt med ett till flera lager kubiska eller cylindriska epitelceller, samt ett ytligt lager med paraplyceller.
Övergångsepitelet tål mekanisk påfrestning och är tänjbart. I urinblåsan är detta särskilt lämpligt eftersom det ger en elastisk blåsa. När blåsan är tömd på urin finns 5–7 cellager i epitelskiktet och 2–3 cellager då blåsan är fylld med urin, då cellerna i det mellanliggande skiktet trycks undan åt sidan. I ytligaste cellagret finns de för övergångsepitel typiska paraplycellerna, som kallas så på grund av sitt utseende.
Urotel finns i uretärerna, urinblåsan, samt i den första delen av uretra.